# Antonius Fromm
Antonius Fromm (* 17. September 1840 in Hildesheim; †  29. Februar 1916 in Osnabrück) war ein deutscher Journalist und Verleger.  Er gründete die Neuen Volksblätter, aus denen die Osnabrücker Volkszeitung hervorging, eine Vorgängerin der Neuen Osnabrücker Zeitung.

## Leben
Fromm war römisch-katholisch. Er besuchte das katholische Gymnasium Josephinum in Hildesheim.  An der Universität Göttingen studierte er Philosophie und Germanistik.  Er wurde Journalist und arbeitete ab  1867 als Redakteur in der Feuilleton-Redaktion der Kölnischen Volkszeitung.  1868 gründete er in Hildesheim die Neuen Volksblätter, die die Interessen der Katholiken in der Provinz Hannover wahrnehmen sollte.
Die Zeitung erschien zunächst dreimal in der Woche und ab 1870 nach der Verlegung nach Osnabrück täglich. Sie wurde 1874 in Osnabrücker Volkszeitung umbenannt, Fromm war gleichzeitig Chefredakteur der Zeitung, die sich als Organ der Zentrumspartei verstand. Nach 1900 hatte die Zeitung 13.000 Abonnenten. Während des Kulturkampfs im Deutschen Kaiserreich wurde Fromm mehrfach vor Gericht gestellt. Fromm starb 1916, die Herausgeberschaft der Zeitung übernahm sein Sohn Leopold Fromm. Ab 1934 trug die Zeitung wieder den Titel Neue Volksblätter; sie erschien bis 1943.
Beigesetzt wurde Fromm auf dem Hasefriedhof in Osnabrück.